# غياث الدين منصور الدشتكي
منصور بن محمد صدر الدين بن إبراهيم الحسيني الدشتكي الشيرازي (المعروف باسم غياث الدين منصور الدشتكي نسبته إلى دشتك من قرى أصبهان)، متكلم وفيلسوف من مدرسة شيراز ولد نحو عام 948 هـ. له كتب بالعربية والفارسية منها (آداب البحث والمناظرة) وهو شرح لآداب البحث للعضد الإيجي و(الحاشية على شرح الشمسية).
أيضا فأنه جد السيد علي خان المدني حسب ماذكر السيد علي خان المدني في كتاب رياض السالكين في شرح صحيفة سيد الساجدين
في صفحة ٦ عندما ذكر نسبه
وأيضا في صفحة ١٢ من نفس الكتاب عند كلمة "وفاته" يذكر في آخر سطرين "ودفن بحرم السيد أحمد بن الامام موسى بن جعفر الكاظم
(عليهما السلام ) الملقب بشاه چراغ عند جده غياث الدين منصور"
المقصود غياث الدين منصور الدشتكي